# 2 Brygada Strzelców (Imperium Rosyjskie)

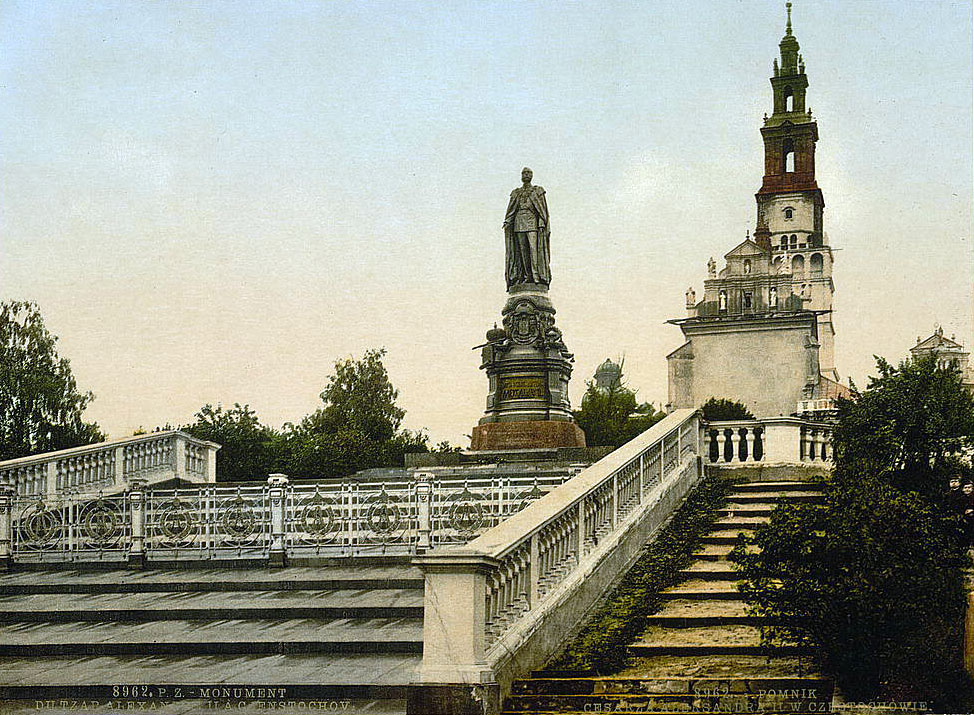
Pomnik Aleksandra II w Częstochowie

2 Brygada Strzelców Imperium Rosyjskiego – jedna z rosyjskich brygad strzeleckich okresu Imperium Rosyjskiego. Jej sztab mieścił się w Radomiu.
Wchodziła w skład 14 Korpusu Armijnego z dowództwem w Lublinie.

## Skład brygady w 1914
sztab 2 Brygady Strzelców – Radom
- 5 pułk strzelców (Radom)
- 6 pułk strzelców (Kielce)
- 7 pułk strzelców (Częstochowa)
- 8 pułk strzelców (Piotrków)
- 2 Strzelecki dywizjon artylerii (Radom)

## Literatura
- Raspisanije suchoputnych wojsk 1836 - 1914, Petersburg 1914.
- Wiesław Caban, Służba rekrutów Królestwa Polskiego w armii carskiej w latach 1831-1873, Warszawa 2001, ISBN 83-7181-209-4.
- A. A. Kersnowski, Istorija russkoj armii, Moskwa 1994.